# Antoni I Acciaiuoli

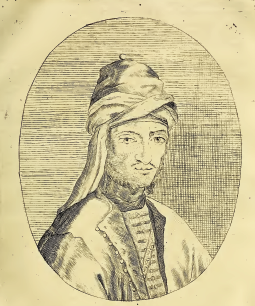
Antoni I Acciaioli

Antoni I Acciaiuoli – książę Teb w latach 1394–1403, władca Księstwa Aten w latach 1403–1435, baron Koryntu 1421-1424. Syn Neria I Acciaiuoliego.

## Życiorys
Antoni I na mocy ojcowskiego testamentu objął rządy w Tebach i rozciągającej się wokół Beocji. Władzę w reszcie Księstwa przejął Karol I Tocco, zięć Neria I. Jednocześnie jednak z pretensjami do sukcesji wystąpił drugi zięć Teodor I Paleolog, próbując podważyć testament teścia. Dysponujący słabszym potencjałem militarnym Karol I wezwał na pomoc Turków, którzy najechali ziemie rządzonego przez Teodora Despotatu Morei. Zaniepokojeni rozwojem sytuacji Wenecjanie zajęli Ateny, próbując przeciwdziałać zainstalowaniu się tam załogi tureckiej. Karolowi, który podjął tak gwałtowne kroki przeciw szwagrowi przyszło więc wraz z Turkami zdobywać przyznane testamentem Ateny, czemu jednak Wenecjanie skutecznie się przeciwstawiali. Z biegiem czasu do rozgrywki o spadek po ojcu włączył się również Antoni I. W 1403 roku ostatecznie wyparł Wenecjan z Akropolu. Jego długie ponad trzydziestoletnie panowanie okazało się pomyślne i pokojowe.
Antoni I zmarł w 1435 roku, a Księstwo objął po nim jego krewny Nerio II Acciaiuoli.